# 히코섬

히코섬(일본어: 彦島 히코시마[*])은 일본 야마구치현 시모노세키시의 남단에 있는 섬이다. 또한, 시모노세키 시의 히코시마 지구(시모노세키 시청 출장소 설치 조례에 표시된 시모노세키 시청 히코시마 지소의 소관 구역)를 가리키는 지역 이름이기도 하다. 이 경우 히코 섬 본섬외에 히비키나다에 무쓰레섬과 무쓰레 섬 인근에 있는 다케노코섬, 간류섬을 포함한다.

## 같이 보기
- 시모노세키시